# Obrazce na planině Nazca
Obrazce na planině Nazca patří mezi tzv. geoglyfy. Na náhorní plošině jihoamerického Peru se nachází více než 300 obrazců, tvořených světlými liniemi, vzniklými odstraněním tmavšího vulkanického povrchu. Jednotlivé obrazce jsou zřetelné až při pohledu z letadla nebo balonu a dodnes není jednoznačně prokázáno, z jakého důvodu byly vytvořeny. Nachází se zhruba 400 km jihovýchodně od Limy v departementu Ica.

## Popis
Náhorní plošina Nazca o rozloze asi 500 km² je dnes pouštní oblastí, ale je zřejmé, že v období přibližně 200 př. n. l. – 800 n. l. byla zemědělsky intenzivně využívána Indiány kultury Nazca. Současné znalosti této kultury jsou poměrně skromné, protože se nedochovaly žádné písemné památky a samotný zánik této civilizace není zcela vyjasněn.
Z dodnes ne zcela jasných důvodů vytvořili tito Indiáni na pouštní ploše více než 300 obrazců, většinou o rozměrech až několik desítek metrů. Obrazce znázorňují nejčastěji zvířata (hmyz, ryby a ptáky – například velmi známý je geoglyf zobrazující kolibříka), dále zde nalezneme i lidské postavy, geometrické obrazce, spirály a poměrně často dlouhé rovné linie o délce až několika kilometrů.
Samotný způsob tvorby těchto obrazců je velmi prostý a jednoduchý. Stačí odstranit 10–20 centimetrů povrchové tmavě zbarvené horniny a objeví se světle zbarvený vápencový nebo pískovcový podklad. K vytvoření jednoho obrazce je potřeba pouze několik hodin práce menší skupiny lidí. Předmětem úvah je však metoda, kterou byly tyto obrazce přesně vyměřeny, a především jejich smysl. Z povrchu země jsou obrazce nerozlišitelné a v moderní době byly objeveny až ve 20. letech 20. století při leteckém průzkumu oblasti. I dnes používají turisté, kteří chtějí tyto geoglyfy pozorovat, letadla nebo vrtulníky.
Je zřejmé, že ani sami tvůrci obrazců je nemohli pozorovat v celku, i když někteří badatelé vyslovili domněnku, že Indiáni kultury Nazca mohli používat například jednoduché balony na teplý vzduch nebo velké draky, které by mohly unést jednoho člověka. Tak by bylo možné jak dirigovat tvůrce obrazců, tak pozorovat vytvořené dílo.
V roce 2022 tým archeologů z japonské univerzity Jamagata objevil 168 nových, nebo alespoň do té doby nezdokumentovaných geoglyfů. Tyto nové obrazce znázorňují například kosatku, kočku či velblouda. Roku 2024 byly nalezeno nových 303 geoglyfů.

## Příklady geoglyfů
| Název     | Souřadnice                      |
| --------- | ------------------------------- |
| Ruce      | 14°41′40″ j. š., 75°6′50″ z. d. |
| Spirála   | 14°41′18″ j. š., 75°7′22″ z. d. |
| Pavouk    | 14°41′39″ j. š., 75°7′21″ z. d. |
| Astronaut | 14°44′43″ j. š., 75°4′47″ z. d. |
| Kolibřík  | 14°41′32″ j. š., 75°8′56″ z. d. |
| Kondor    | 14°41′51″ j. š., 75°7′35″ z. d. |
| Opice     | 14°42′25″ j. š., 75°8′19″ z. d. |
| Papoušek  | 14°41′22″ j. š., 75°6′27″ z. d. |
| Strom     | 14°41′38″ j. š., 75°6′52″ z. d. |

## Hypotézy o účelu obrazců
- Patrně nejvíce přijímanou teorií je to, že obrazce mají rituální náboženský význam a slouží jako způsob komunikace s nadzemskými bohy nebo jako obětina božstvům.
- Jiné vysvětlení tvrdí, že ve skutečnosti jde o gigantický astronomický kalendář a jednotlivé dlouhé linie směřují k významným bodům na obloze.
- Objevila se i teorie, že jde o zbytky zavlažovacího systému, ale ta nevysvětluje, proč by kanály měly mít nelogické uspořádání ve tvaru např. opice nebo pavouka.
- Další vysvětlení uvádí, že jde o označení míst s výskytem podzemní vody použitelné pro zavlažování.
- Existují i teorie o mimozemském původu (jako první ji vyslovil Erich von Däniken), kdy čáry měly být vytvořeny samotnými návštěvníky z kosmu při přistání nebo měly tyto návštěvníky naopak upoutat a vyzvat k přistání.
- Badatel Jiří Sonnek se domnívá, že geoglyfy jsou pozůstatky pracovních ploch, na kterých se vyráběly dlouhé provazy. Ty sloužily k vázání balzových vorů, ke stavbám provazových mostů a ve stavebnictví. Obrazce lidí a zvířat považuje za "loga" firem, jež provazy zhotovovaly. Tak velké jsou proto, aby byly viditelné shora, v předpokládaném posmrtném životě. Vytvářely se pomocí provazu položeného na zem a srovnaného podle pokynů pozorovatele z přenosné trojnožky. Tuto hypotézu nezavrhuje ani akademik, prof. Ing. Jaroslav Klokočník, DrSc.[3]

## Fotogalerie

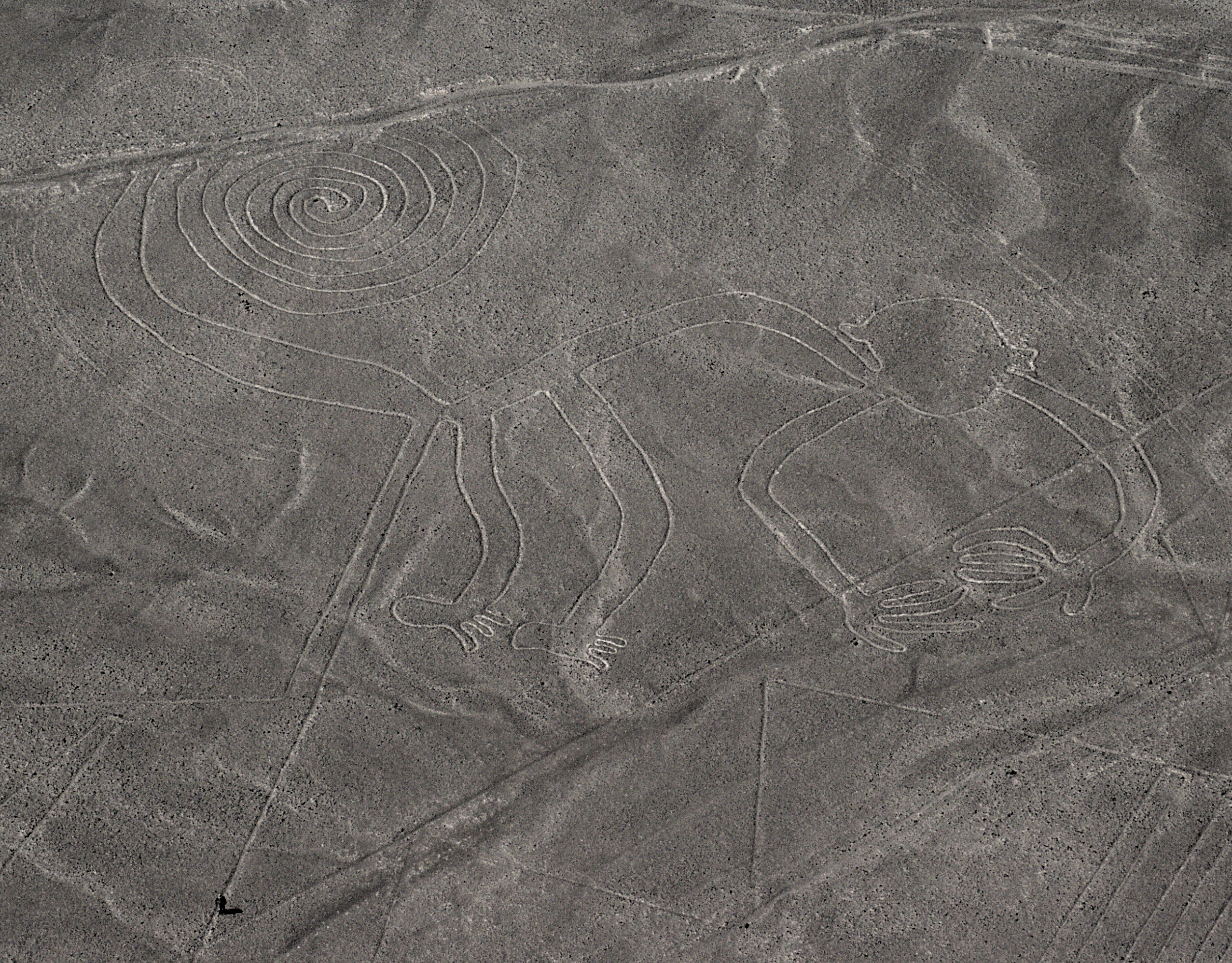
Opice
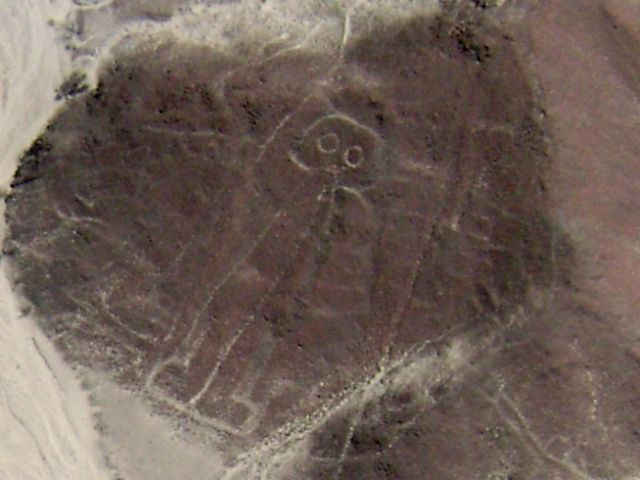
Astronaut
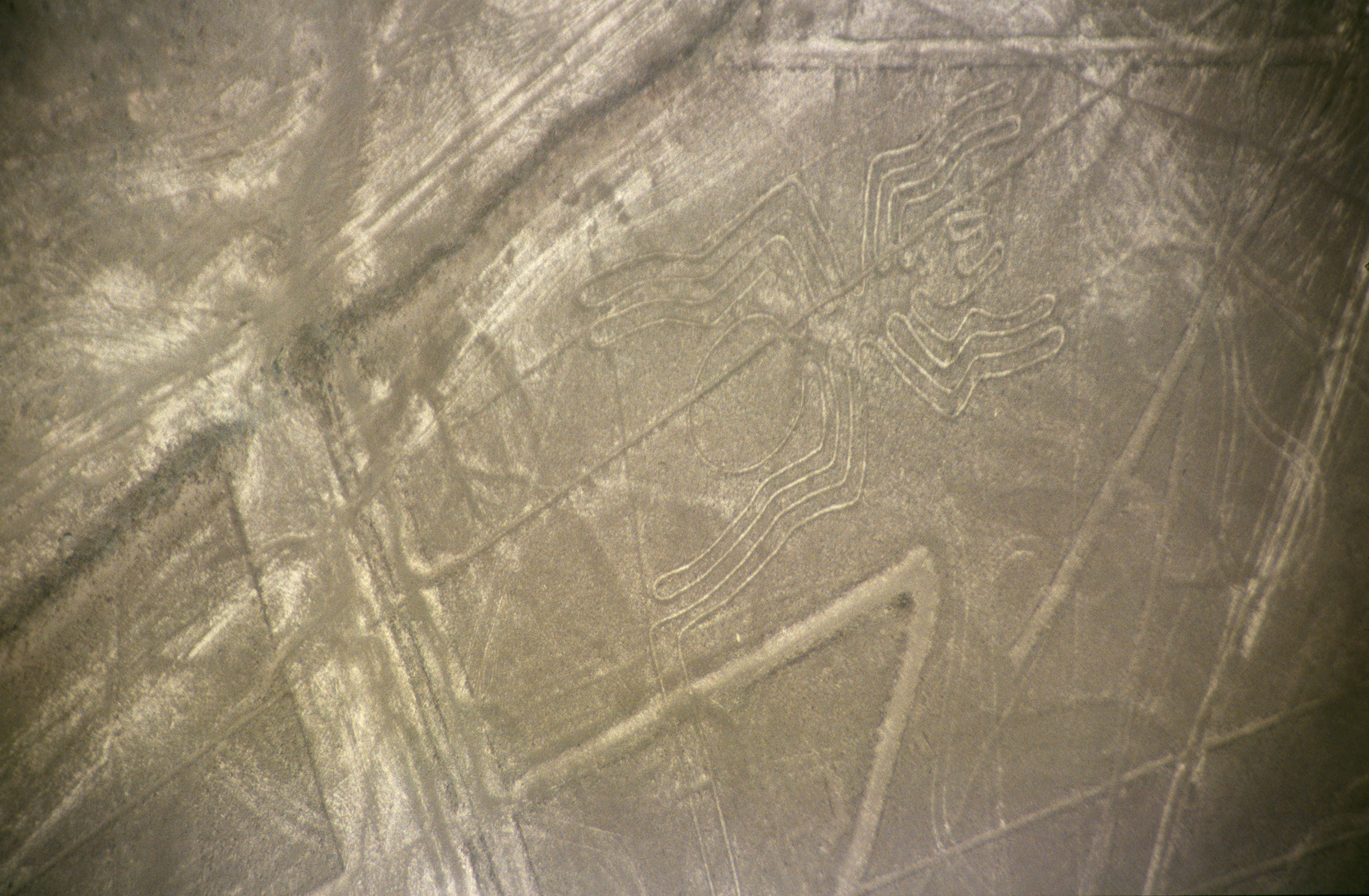
Pavouk
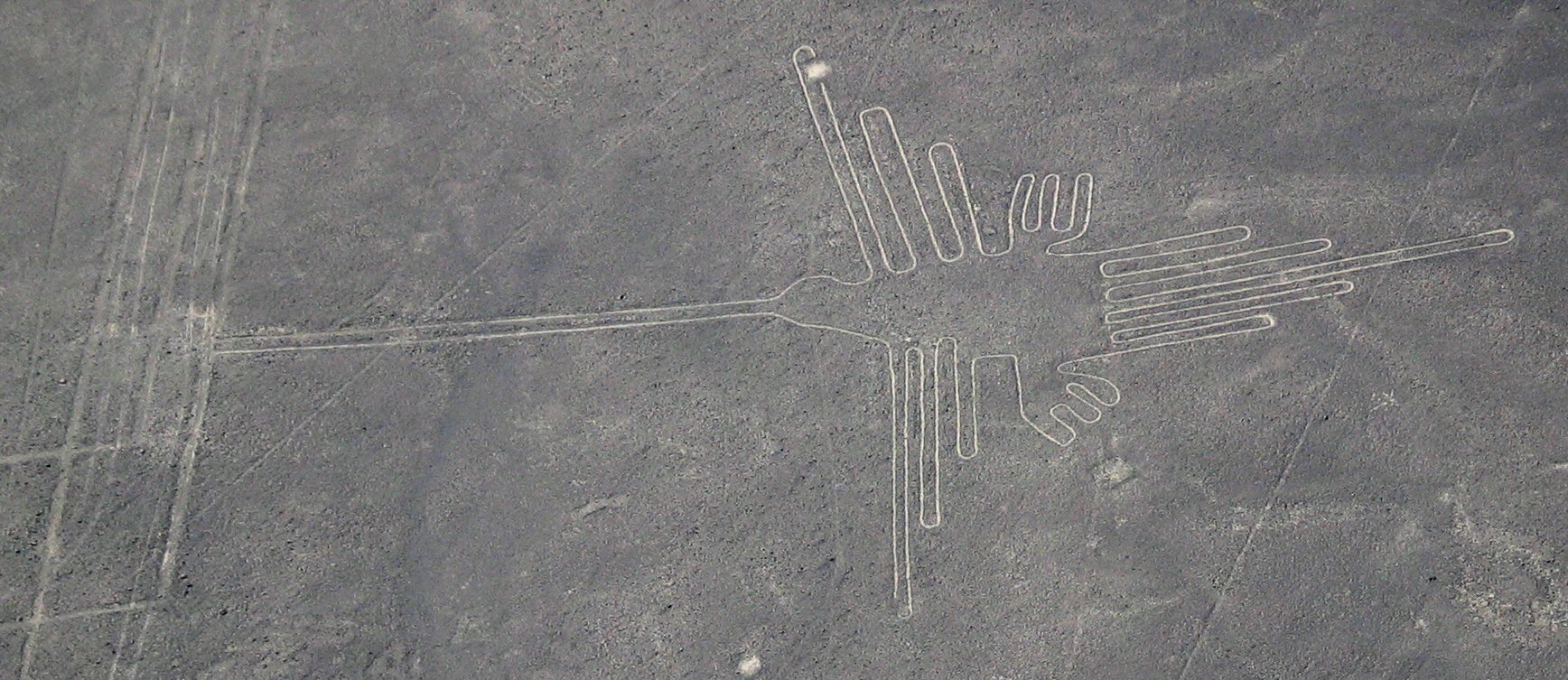
Kolibřík nebo jiný pták